# Tetragnatha hirashimai
Tetragnatha hirashimai är en spindelart som beskrevs av Yutaka Okuma 1987. Tetragnatha hirashimai ingår i släktet sträckkäkspindlar, och familjen käkspindlar. Inga underarter finns listade i Catalogue of Life.